# Les Blouses blanches (film, 1912)
Pour les articles homonymes, voir Les Blouses blanches.
Pour plus de détails, voir Fiche technique et Distribution.
Les Blouses blanches est un film français réalisé par Léonce Perret, sorti en 1912.

## Fiche technique
- Titre : Les Blouses blanches
- Réalisation : Léonce Perret
- Scénario :
- Photographie :
- Montage :
- Producteur :
- Société de production : Société des Etablissements L. Gaumont
- Société de distribution :
- Pays d'origine :  France
- Langue : film muet avec les intertitres en français
- Format : Noir et blanc — 35 mm — 1,33:1 — Muet
- Genre :
- Métrage :
- Durée :
- Dates de sortie :
  -  France : 19 janvier 1912

## Distribution
- Suzanne Grandais
- Yvette Andréyor
- Fabienne Fabrèges
- André Luguet
- Maurice Luguet